# Capurro (San José)
Capurro es una localidad uruguaya del departamento de San José.

## Ubicación
La localidad se encuentra ubicada al este del departamento de San José, sobre la ruta 11 en su km 77.5, intersección con la ruta 78. La localidad 
Cuenta con nombre de sus calles de los primeros presidentes de Uruguay

## Población
En 2011 la localidad contaba con una población de 517 habitantes.
| 123           | 123 | 328 | 390 | 580 | 517 |
| (Fuente: INE) |     |     |     |     |     |